# 베니 굿먼
벤저민 데이비드 "베니" 굿먼(영어: Benjamin David "Benny" Goodman, 1909년 5월 30일 ~ 1986년 6월 13일)은 미국의 클라리넷 연주자, 스윙 재즈 음악가이다.

## 생애
1909년 유대계 미국인 집안의 가난한 양복점 아들로 태어났다. 12세 시절이던 1921년에 클라리네티스트 데뷔하였다.
1927년에 벤 폴라크 악단을 시초로 많은 악단과 스튜디오 악단에서 일을 하였으며, 취입에도 활동이 많았다. 1934년에 스스로 악단을 결성하여 라디오 쇼의 레츠 댄스로 큰 반향을 부른 이래 그의 연주스타일은 미국 전역에 알려져 스윙의 왕이라고 불리기도 하였다.
한편, 그의 충실한 악단은 많은 스타 플레이어를 확보하고 그 뛰어난 픽업 멤버의 소편성 콤보도 고도한 연주로 호평을 받았다. 그의 비범한 재능은 고전적 분야에도 미쳐 많은 클라리넷 작품을 연주하였다. 이 밖에 영화에도 많이 출연하였으며, 그의 전기를 다룬 영화도 만들어졌다. 그러나, 그는 1950년대부터 이어지고 있는 새로운 재즈의 흐름에서 멀어지게 되었다.